# Vaneau (Métro Paris)

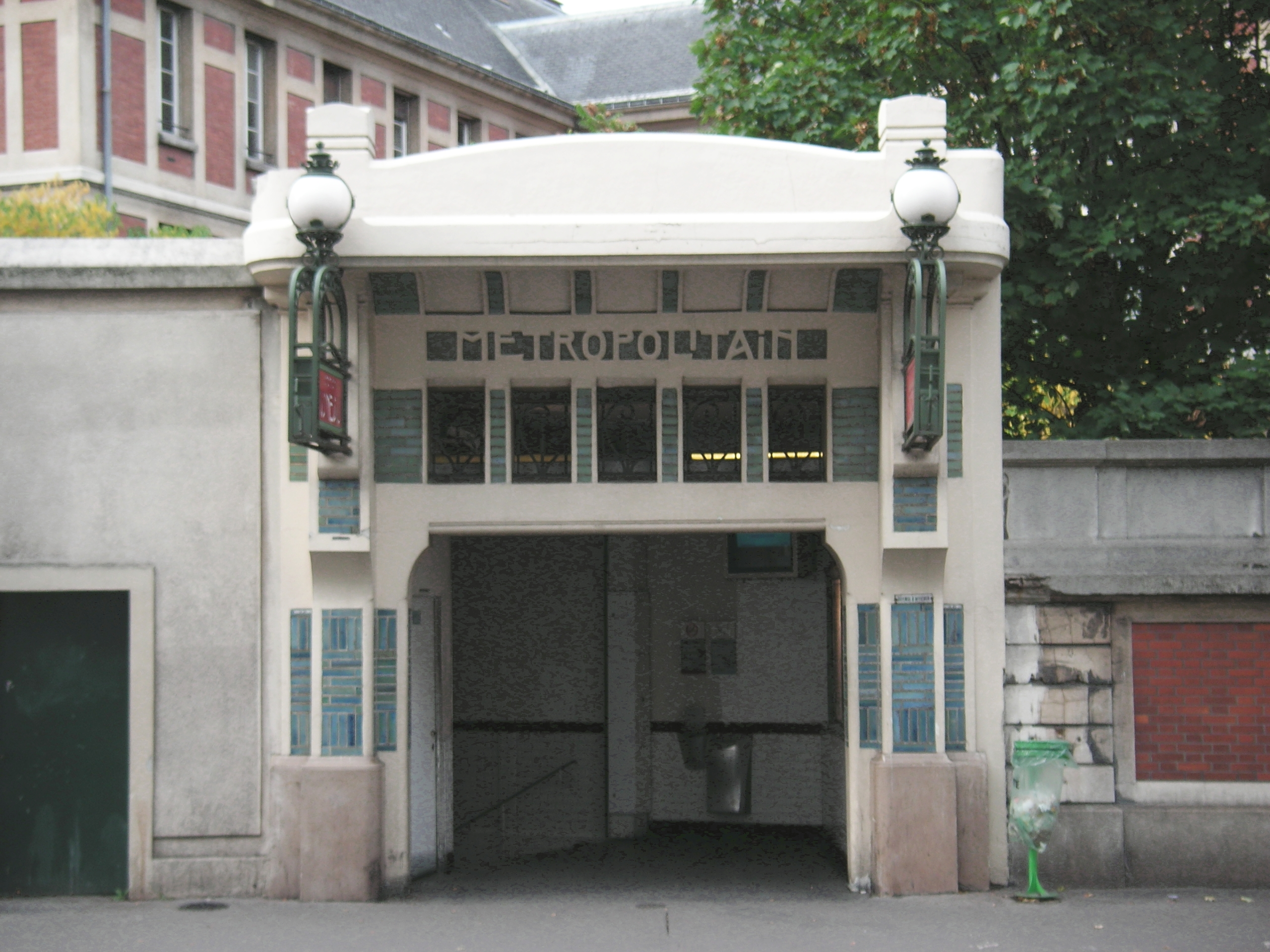
Zugang zur Station Vaneau

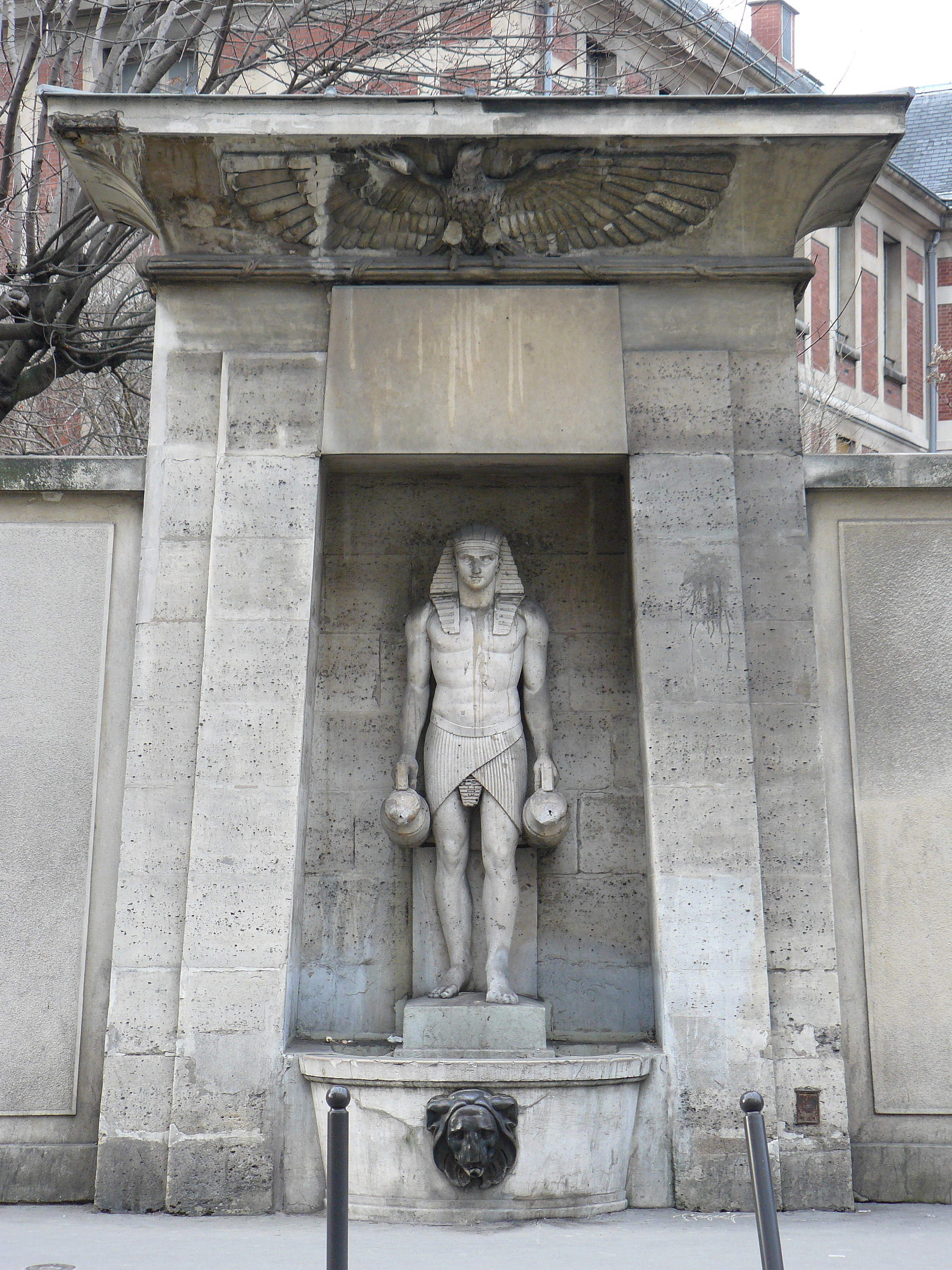
Fontaine du Fellah

Vaneau [vano] ist eine unterirdische Station der Linie 10 der Pariser Métro.

## Lage
Der U-Bahnhof Vaneau befindet sich an der Grenze des Quartier Notre-Dame-des-Champs im 6. Arrondissement mit dem Quartier Saint-Thomas-d’Aquin im 7. Arrondissements von Paris. Er liegt längs unter der Rue de Sèvres in Höhe der einmündenden Rue Vaneau.

## Name
Namengebend ist die nach Norden von der Rue de Sèvres abgehende Rue Vaneau. Louis Vaneau (1811–1830) war ein Schüler der École polytechnique, der während der Julirevolution von 1830 in der nahen Rue de Babylone ums Leben kam.

## Geschichte und Beschreibung
Die Station wurde am 30. Dezember 1923 mit Eröffnung der Linie 10 in Betrieb genommen. Diese wurde damals von Invalides bis Croix-Rouge (seit 1939 geschlossen) verlängert. Der Abschnitt zwischen den Stationen Invalides und Duroc wird heute von der Linie 13 befahren.
Sie ist 75 m lang, liegt unter einem elliptischen Gewölbe und weist zwei Seitenbahnsteige an zwei Streckengleisen auf. Die Decke und die Wände sind weiß gefliest. Der einzige Eingang befindet sich in einem kleinen Bauwerk außerhalb des Straßenraums, er ist im Stil des Art déco gestaltet.

## Fahrzeuge
Auf der Linie 10 verkehren konventionelle Züge der Baureihe MF 67. Zwischen 1975 und 1994 liefen Züge der Baureihe MA, davor solche der Bauart Sprague-Thomson.

## Umgebung
- Fontaine du Fellah